# Tobias Pflüger
Tobias Pflüger (Stuttgart, 1965. február 1. –) német békekutató és politikus. 2004 és 2009 közt az Európai Parlament tagja volt.

## Írásai
- Matrin Jungal közösen: Krieg in Jugoslawien. 2. kiad. 1994, ISBN 3-9803269-3-4.
- Die neue Bundeswehr. 1997, ISBN 3-929008-63-7.
- Weltmacht Europa. 2006, ISBN 3-89965-183-9.